# SMS Baden (1915)
SMS Baden był niemieckim pancernikiem typu Bayern służącym w Kaiserliche Marine, który został zwodowany w 1916 i został uratowany przez Brytyjczyków w czasie samozatopienia Hochseeflotte w Scapa Flow przez wyrzucenie go na mieliznę. Później zatopiony w czasie intensywnych testów artyleryjskich przez Royal Navy w 1921.

## Historia
"Baden" był jednym z czterech planowanych niemieckich pancerników typu Bayern. Pozostałe to "Württemberg", "Bayern" i "Sachsen".
"Baden" nie był początkowo przewidziany do przekazania w ramach kapitulacji niemieckiej po I wojnie światowej, ale zastąpił krążownik liniowy SMS "Mackensen", który był nieukończony i nie mógł wypłynąć na morze.
Po próbie samozatopienia w Scapa Flow "Bayern" został podniesiony i złomowany, ale "Baden", z racji tego że należał do najnowszego typu niemieckich pancerników, został poddany przez Brytyjczyków dokładnym testom i porównaniom z istniejącymi brytyjskimi okrętami. Na okręcie testowano także skuteczność brytyjskiej artylerii. Najpierw brytyjską armatę BL 15 inch /42 naval gun, która była zainstalowana na dwóch monitorach HMS „Erebus” i HMS „Terror”. Monitory strzelały w wybrane części kadłuba i nadbudówek. Na pokładzie tego pancernika testowano także wiele bomb lotniczych. W końcu pancerniki Brytyjskiej Floty Atlantyckiej używając swoich głównych dział zatopiły SMS "Baden" na południowy zachód od Portsmouth 16 sierpnia 1921. Wrak pancernika niemieckiego leży na głębokości 180 metrów.